# 関矢孫一
関矢 孫一（關矢、せきや まごいち、1892年2月13日 - 1942年5月1日）は、日本の政治家。衆議院議員（2期）。

## 経歴
新潟県北魚沼郡下条村（広瀬村、広神村を経て現魚沼市）で、素封家・関矢橘太郎、チエの二男として生まれた。慶応義塾大学に学ぶ。農業を営み、広瀬村信用組合監事、同理事、同村議、新潟県議、同議長、北魚沼郡青年団長、小出銀行取締役会長、堀ノ内銀行取締役、小出尾製糸(株)社長、北越殖民(株)監査役となる。
1924年の第15回衆議院議員総選挙において新潟10区から憲政会公認で立候補して初当選。1928年の第16回衆議院議員総選挙には不出馬。1930年の第17回衆議院議員総選挙では新潟3区から立憲民政党公認で立候補して復帰した。1932年の第18回衆議院議員総選挙には出馬しなかった。1942年死去。

## 親族
- 祖父 関矢孫左衛門（衆議院議員）[4]